# Kobayashi Tadao
{{nihongo|
Kobayashi Tadao (sinh ngày 7 tháng 7 năm 1930) là một cầu thủ bóng đá người Nhật Bản.

## Đội tuyển bóng đá quốc gia Nhật Bản
Kobayashi Tadao thi đấu cho ĐTQG Nhật từ năm 1956.

## Thống kê sự nghiệp
| Đội tuyển bóng đá Nhật Bản | Đội tuyển bóng đá Nhật Bản | Đội tuyển bóng đá Nhật Bản |
| Năm                        | Trận                       | Bàn                        |
| -------------------------- | -------------------------- | -------------------------- |
| 1956                       | 3                          | 0                          |
| Tổng cộng                  | 3                          | 0                          |